# 里奧布埃諾 (智利)
里奧布埃諾是智利的城鎮，位於該國中南部，由河大區的蘭科省負責管轄，面積2,211平方公里，2002年人口32,627，人口密度每平方公里14.8人。

## 外部連結
- （西班牙文） Municipality of Río Bueno （页面存档备份，存于）